# Felcsík
Felcsík is een cultuurgebied in het noordelijke deel van het Ciucbekken in de Roemeense streek Transsylvanië. Het is een deel van de oude bestuurlijke regio Csíkszék.

## Gemeenten
- Bălan
- Sândominic
- Ineu
- Tomești
- Cârța
- Dănești
- Mădăraș